# Michelskuppe
Die Michelskuppe ist eine 254 Meter hohe Erhebung in der mitteldeutschen Stadt Eisenach. Aufgrund ihrer Trockenbiotope und ihrer geologischen Bedeutung durch invers gelagerte Gesteinsschichten ist sie sowohl als „besonders geschütztes Biotop“ als auch als geschützter Landschaftsbestandteil sowie seit 1966 als Flächennaturdenkmal ausgewiesen.

## Lage
Die Michelskuppe liegt unmittelbar westlich des Wartburg-Stadion und etwa eineinhalb Kilometer nordwestlich des Eisenacher Marktplatzes, erhebt sich knapp 50 Meter über ihre unmittelbare Umgebung und gilt als einer von mehreren Hausbergen der Stadt. Sie kann dem Westthüringer Berg- und Hügelland zugeordnet werden und ist der östlichste Ausläufer einer sich mit Kirschberg, Geisköpfen und Karlskuppe gen Westen fortsetzenden Erhebungskette, die den Eisenacher Talkessel am Creuzburg–Eisenacher Graben nach Westen begrenzt. 
Auf der Grundlage von Klimadaten konnten in Eisenach verschiedene Klimatope abgegrenzt werden und es wurde seitens der städtischen Behörden im Jahr 2015 konstatiert, dass unter anderem der Michelskuppe und ihrem Umfeld als klimatischen Regenerations- und Ausgleichszonen eine besonders hohe Bedeutung für das Siedlungsklima zukomme.

## Geologie
Die Entstehung der Michelskuppe ist eng verknüpft mit der des Thüringer Waldes und sie ist ein Zeugnis jener strukturgeologischen Vorgänge, die ihn und sein Vorland gestalteten. Dieses Mittelgebirge bildete sich über einen Zeitraum von etwa 40 Millionen Jahren zwischen der Oberkreide und dem Paläogen. Damals wurde es, ausgelöst durch die die von Südwesten wirkende Schubkraft, als nordwest-südost orientierte Leistenscholle im Rahmen der saxonischen Bruchschollentektonik (unter Fernwirkung der alpidischen Orogenese) entlang von Störungslinien an seinem Nordost- und Südwestrand horstartig aus dem Untergrund herausgehoben. Dieselben tektonischen Kräfte waren auch dafür verantwortlich, dass die angrenzenden Schichten – quadratkilometergroße und hunderte Meter mächtige Gesteinspakete – in zahllose Schollen zerbrachen. Sie wurden emporgepresst, gegeneinander verschoben, verbogen oder an Störungen wieder versenkt, wobei sich zahlreiche Horste, Sättel, Mulden und Gräben bildeten. 
Quer durch das Eisenacher Stadtgebiet zieht sich der Südwestrand des zwei bis vier Kilometer breiten und ungefähr 30 Kilometern langen Creuzburg–Eisenacher Grabens, dessen Ausgangsgesteine Unterer Muschelkalk, Unterer und Oberer Keuper sowie Unterjura sind. Bei der Entstehung des Grabens wurden diese Schichtpakete an der Grenzlinie im Relief umgekippt und teilweise überkippt. Die Michelskuppe ist ein Beispiel für eine solche angehobene und überkippte südliche Flanke.
Hier finden sich steilgestellte und auf den Mittleren Keuper aufgeschobene Schichten des Unteren Muschelkalkes in inverser Lagerung, denen wiederum der Obere Buntsandstein aufliegt. So kam es zur Umkehrung der ursprünglichen Lagerungsverhältnisse und ältere Schichten (Buntsandstein und Muschelkalk) liegen über den jüngeren Schichten (Keuper). An der südlichen Flanke der Kuppe wurde der Buntsandstein über den Muschelkalk geschoben und liegt nun oben auf, während an der Nordseite der Keuper unter den Muschelkalk geschoben wurde. 
Als Ergebnis dieser komplexen Vorgänge sind an der Nordflanke der Michelskuppe sehr gute Muschelkalkprofile aufgeschlossen. Keuperaufschlüsse hingegen findet man nur noch an der Nordostseite.

## Geschichte
Im Spätmittelalter – nachweislich bis 1488 – lag noch das Dorf Oberstedtfeld am Berg, der nach dessen Michaelskirche benannt ist. Die Ortschaft wurde vermutlich 1524/25 während des Deutschen Bauernkrieges zerstört und aufgegeben. Von 1720 bis in die 1930er Jahre wurde an der Michelskuppe Gestein abgebaut.